# Paula Silva dos Santos
Paula Silva dos Santos, kurz Paula (* 29. April 1981 in São Paulo) ist eine ehemalige brasilianische Fußballspielerin.

## Karriere
Paula wurde zur Saison 2005/06 vom Bundesligisten 1. FFC Turbine Potsdam verpflichtet; im Gegensatz zu ihrer Landsfrau Cristiane, die bereits in der Rückrunde der Saison 2004/05 zu Punktspielen gekommen war, wurde sie in keinem Pflichtspiel eingesetzt.
In der Folgesaison spielte sie – gemeinsam mit Christiane – für den Ligakonkurrenten VfL Wolfsburg, für den sie 15 Punktspiele, vier davon in der Startelf, bestritt. Ihr Bundesligadebüt gab sie am 10. September 2006 (1. Spieltag) bei der 0:7-Niederlage im Heimspiel gegen den 1. FFC Frankfurt. Mit ihrem letzten Einsatz am 10. Juni 2007 (22. Spieltag) bei der 0:4-Niederlage im Heimspiel gegen die SG Essen-Schönebeck endete ihre Zeit als Spielerin in Deutschland.